# Séance de prestidigitation
Séance de prestidigitation je francouzský němý film z roku 1896. Režisérem byl Georges Méliès (1861–1938).

## Děj
Film zachycuje Mélièse, jak předvádí čarování, kdy se hlava čerta dostane z jedné krabice pod druhou. (Ve skutečnosti během vystoupení zastavil natáčení a pak jej znovu spustil. Díky filmu tak mohl ve svém pařížském divadle iluzí, Théâtre Robert-Houdin, rozšířit svou tvorbu.)